# Люблин (станция)
Люблин-Главный (пол. Lublin Główny) — узловая пассажирская и грузовая железнодорожная станция в городе Люблин, в Люблинском воеводстве Польши. Имеет 3 платформы и 6 путей. Относится по классификации к категории B, т.е. обслуживает от 1 до 2 миллионов пассажиров ежегодно.
Станцию и вокзал построили вместе с линией Привислинской железной дороги (на участке Млава — Ковель) в 1877 году, когда город Люблин был в составе Царства Польского. В 1980—2001 годах название станции и вокзала было «Люблин-Главный» (пол. Lublin Główny).